# Melbourne Convention and Exhibition Centre
Le Melbourne Convention and Exhibition Centre est un centre de convention à Melbourne en Australie.